# Danh sách nhân vật trong Jujutsu Kaisen
Bài này là danh sách liệt kê các nhân vật trong loạt manga Jujutsu Kaisen.

## Ý tưởng và sáng tạo
Về quá trình sáng tạo nhân vật, Akutami Gege tuyên bố rằng họ phải nằm trong canon của shōnen manga để thu hút sự chú ý của độc giả. Nhân vật Itadori Yuji phần lớn lấy cảm hứng từ anh trai của Akutami, một người thành công trong cả học tập và thể thao. Tác giả nói rằng thông điệp của Jujutsu Kaisen là không có ai là chân lý tuyệt đối, không có khái niệm "người tốt" lẫn "kẻ xấu". Nếu không có ai đúng thì cũng chả có ai sai, và mỗi nhân vật đều hành động theo lý tưởng của riêng mình. Akutami thừa nhận rằng arc Sensui trong manga Hành trình U linh giới truyền cảm hứng cho ông tạo ra nhân vật độc ác có dã tâm tiêu diệt loài người. Tuy vậy, dù họ có là nhân vật phản diện đi chăng nữa thì độc giả vẫn cảm thấy phần nào cảm thông cho họ.
Về nhân vật Sukuna và Mahito, Akutami muốn tránh ý tưởng điển hình là "sâu bên trong họ là người tốt". Ông tuyên bố rằng chúng là những kẻ xấu xa từ bản chất và thích hành hạ con người. Tuy nhiên, tác giả cho rằng không thể chứng minh rằng chúng đúng hay sai, và nói thêm rằng Mahito giống như Thanos trong Avengers: Hồi kết, vì vậy Akutami chưa bao giờ cảm thấy thù ghét Mahito. Đối với một số nhân vật khác, chẳng hạn như Panda và Inumaki Toge, thì Akutami nghĩ ra các khía cạnh về hình ảnh của họ trước, còn Satoru thì xuất phát từ ý tưởng về một nguồn sức mạnh kịch phát. Akutami kể rằng Sukuna là nhân vật đầu tiên mà ông yêu thích, do thiết kế của Sukuna lấy cảm hứng từ mọi thứ mà tác giả từng đọc. Dù vậy, Nanami Kento là nhân vật đầu tiên mà ông tự nghĩ ra và phát triển, khiến anh ta trở thành nhân vật mà ông yêu thích hiện tại. Tác giả cũng nói rằng ông dự định đưa mẹ của Yuji vào trong câu chuyện, và ông biết rằng khi nào bà ấy nên ra mắt.

## Trường Cao đẳng Chú thuật Tokyo

### Học viên
Itadori Yuji (虎杖 悠仁)
Lồng tiếng bởi: Enoki Junya (tiếng Nhật), Adam McArthur (tiếng Anh)
Một thiếu niên có năng khiếu thể thao gia nhập Câu lạc bộ Thần bí của trường để tránh bị mời vào đội điền kinh. Vào một ngày nọ, cậu tình cờ tìm thấy và mở ra chiếc hộp chứa đựng một chiếc bùa ngải có hình dáng như một ngón tay bị thối rữa. Cũng trong thời điểm đó, trường học cũ của cậu bị những sinh vật có hình dáng như bóng ma tấn công, chúng được gọi là nguyền hồn. Khi giao chiến với nguyền hồn ở trường, cậu đã nuốt ngón tay thối rữa và bị nguyền rủa của Ryoumen Sukuna để có sức mạnh bảo vệ bạn mình. Yuji sau đó nhập học Trường Cao đẳng Chuyên môn Chú thuật Đô thị Tokyo (gọi tắt là Trường Cao đẳng Chú thuật Tokyo) để thỉnh giáo Gojo Satoru. Trường ban đầu định kết án tử hình cậu vì đã trở thành vật chứa của nguyền hồn. Tuy nhiên, án tử hình sau đó bị đình chỉ cho tới khi cậu nuốt hết ngón tay của Sukuna và bị giết cùng lúc với ông ta.
Fushiguro Megumi (伏黒 恵)
Lồng tiếng bởi: Uchida Yuma (tiếng Nhật), Robbie Daymond (tiếng Anh)
Một chú thuật sư đang học năm nhất tại Trường Cao đẳng Chú thuật Tokyo dưới sự chỉ giáo của Satoru. Cậu gặp Yuji khi đang cố tìm kiếm bùa ngải talisman cao cấp tại trường cũ của Yuji. Cậu là người đã thuyết phục Satoru cứu Yuji khỏi sự hành hình sau khi trở thành vật chứa của Sukuna. Megumi sử dụng chú lực để tạo thức thần (式神, Shikigami) từ cái bóng của mình nhằm diệt trừ nguyền hồn. Cậu được nhiều nhân vật quyền lực khác, bao gồm cả Sukuna ghi nhận là chú thuật sư có sức mạnh tiềm ẩn cao. Cậu còn được tiết lộ là người mang dòng máu của gia tộc Zen'in. Sau khi tộc trưởng Zen'in qua đời, cậu đã trở thành người kế vị của gia tộc do đáp ứng đủ điều kiện của di chúc.
Kugisaki Nobara (釘崎 野薔薇)
Lồng tiếng bởi: Seto Asami (tiếng Nhật), Anne Yatco (tiếng Anh)
Một chú thuật sư năm nhất của Trường Cao đẳng Chú thuật Tokyo, học trò của Gojo. Cô chọn học trường cao đẳng ở thành phố vì muốn rời khỏi quê nhà mà không tốn một xu nào. Cô gặp Yuji và Megumi trong nhiệm vụ chính thức đầu tiên của mình với tư cách là chú thuật sư. Nobara sử dụng một bộ đồ nghề bao gồm một con búp bê rơm, một chiếc búa làm vũ khí và những cái đinh để chiến đấu.
Zen'in Maki (禪院 真希)
Lồng tiếng bởi: Komatsu Mikako (tiếng Nhật), Allegra Clark (tiếng Anh)
Học sinh năm hai tại Trường Cao đẳng Chú thuật Tokyo. Cùng với Gấu trúc và Toge, cô chiêu mộ Megumi và Nobara (sau đó là Yuji) tham gia vào sự kiện giao lưu với Trường Cao đẳng Chú thuật Kyoto. Cô sinh ra từ một gia tộc chú thuật sư danh tiếng và có trọng trách trở thành người thừa kế tiếp theo với tư cách là con cả của người đứng đầu. Tuy nhiên, do chú lực thấp (gần như là không có) nên cô và em gái song sinh Mai bị giáng xuống làm người hầu của gia tộc. Sau đó, cô rời gia tộc để theo học tại Trường Cao đẳng Chú thuật Tokyo và trở thành chú thuật sư. Mặc dù có chú lực thấp, nhưng Maki vẫn có thể sử dụng kính để nhìn thấy nguyền hồn và sử dụng nhiều loại chú cụ (呪具, jugu) làm vũ khí. Ngoài ra, cô còn được trời phú cho thiên dữ chú phược (天与呪縛, Ten'yo Jubaku) giúp cho cô sở hữu sức mạnh thể chất siêu phàm, bù đắp cho sự thiếu hụt chú lực. Trong một lần trở về nhà, em gái Mai của cô đã hi sinh để cô được tăng cường sức mạnh thể chất lên gấp nhiều lần. Cô đã sử dụng sức mạnh áp đảo này để đồ sát gần như cả gia tộc Zen'in.
Inumaki Toge (狗巻 棘)
Lồng tiếng bởi: Uchiyama Kōki (tiếng Nhật), Xander Mobus (tiếng Anh)
Học sinh năm hai tại Trường Cao đẳng Chú thuật Tokyo, người tham gia sự kiện giao lưu với Trường Cao đẳng Chú thuật Kyoto cùng với Maki và Gấu trúc. Cậu lúc nào cũng che miệng và chỉ nói về những thành phần khác nhau của cơm nắm. Nguyên nhân là do sức mạnh chú lực của cậu chỉ tập trung vào giọng nói. Những gì mà cậu nói có thể trở thành nhiều hiệu ứng chống lại nguyền hồn. Tuy nhiên năng lực này có giới hạn và cậu không thể nói ra những gì vượt quá khả năng của mình.
Panda (パンダ)
Lồng tiếng bởi: Seki Tomokazu (tiếng Nhật), Matthew David Rudd (tiếng Anh)
Học sinh năm hai tại Trường Cao đẳng Chú thuật Tokyo, có tham gia vào sự kiện giao lưu với Trường Cao đẳng Chú thuật Kyoto. Mặc dù mang hình dáng một con gấu trúc khổng lồ, nhưng cậu thực chất là một loại chú hài (呪骸, jugai) độc đáo do Yaga Masamichi tạo ra. Vì vậy, Gấu trúc không chỉ có tư duy, tình cảm mà còn có thể lớn lên và trưởng thành. Cơ thể cậu có ba "lõi" ("trái tim" của chú hài) mà cậu có thể chuyển đổi qua lại để kích hoạt nhiều khả năng khác nhau.
Okkotsu Yuta (乙骨 憂太)
Nhân vật chính của phần tiền truyện Jujutsu Kaisen 0. Yuta ban đầu là nạn nhân của một nguyền hồn đặc cấp, cũng đồng thời là bạn thời thơ ấu Orimoto Rika. Gojo Satoru chịu trách nhiệm cho trường hợp của Yuta và ghi danh cậu vào Trường Cao đẳng Chú thuật Tokyo. Cậu kết bạn với Zen'in Maki, Inumaki Toge và Gấu trúc. Sau khi luyện tập cùng với Gojo và học viên khác, Yuta học được cách kiểm soát chú lực và trở thành kiếm sĩ lão luyện. Ngay cả khi hóa giải được lời nguyền của Rika, Yuta vẫn duy trì thứ hạng đặc cấp, mạnh đến mức có thể đánh bại Geto Suguru. Gojo thậm chí còn nói rằng Yuta có tiềm năng vượt mặt anh. Yuta thừa hưởng sức mạnh to lớn từ một trong tam đại gia tộc của giới chú thuật sư. Yuta vẫn là học sinh năm hai của học viện, ngay cả khi đang đi du học. Cậu được Satoru giao phó nhiệm vụ bảo vệ Yuji phòng trường hợp Satoru gặp bất trắc.

### Giảng viên và nhân viên nhà trường
Gojo Satoru (五条 悟)
Lồng tiếng bởi: Nakamura Yūichi (tiếng Nhật), Kaiji Tang (tiếng Anh)
Chú thuật sư làm giáo viên tại Trường Cao đẳng Chú thuật Tokyo. Anh sử dụng chú lực của mình để kiểm soát không gian xung quanh mình theo vô số cách. Mặc dù anh tự phong mình là "người mạnh nhất" nhưng đó không phải là nói suông, khi hầu hết đồng minh và kẻ thù không ai dám tranh danh hiệu này với anh. Họ còn coi anh là một trong những người còn sống nguy hiểm nhất. Vì điều này, Satoru được nhiều chú thuật sư kính nể và có tầm ảnh hưởng lớn trong giới chú thuật sư. Anh thuyết phục cấp trên ở trường hãy tha mạng cho Itadori Yuji cho đến khi Yuji nuốt hết ngón tay của Sukuna. Anh là giáo viên của Yuji, Fushiguro Megumi và Kugisaki Nobara. Trong một cuộc chiến tại ga tàu điện ngầm Tokyo, anh đã bị nhóm nguyền sư (呪詛師, Jusoshi) phong ấn vào ngục môn cương (獄門疆, Gokumonkyō). Việc anh bị phong ấn đã gây ra những xáo trộn nhất định cho giới chú thuật sư, thậm chí là cả Nhật Bản.
Nanami Kento (七海 建人)
Lồng tiếng bởi: Tsuda Kenjiro (tiếng Nhật), David Vincent (tiếng Anh)
Chú thuật sư cấp 1, cựu học sinh của Trường Cao đẳng Chú thuật Tokyo, và là một trong những cố vấn của Yuji. Nanami là người khắc kỷ và nghiêm túc, trái ngược với Satoru dễ tính và hài hước. Anh sở hữu dạng chú lực cho phép anh tạo ra điểm yếu trên mục tiêu bằng thanh kiếm cùn bọc vải của mình. Anh đã hi sinh trong chiến dịch giải cứu Satoru ở ga tàu điện ngầm.
Ijichi Kiyotaka (伊地知 潔高)
Lồng tiếng bởi: Iwata Mitsuo (tiếng Nhật), Chris Tergliafera (tiếng Anh)
Trợ lý hiệu trưởng của Trường Cao đẳng Chú thuật Tokyo. Anh có thể sử dụng kỹ thuật Màn (帳, Tobari) để tạo ra lá chắn ngăn cách một khu vực với bên ngoài.
Ieiri Shoko (家入 硝子)
Lồng tiếng bởi: Endō Aya (tiếng Nhật), Ryan Bartley (tiếng Anh)
Bác sĩ của Trường Cao đẳng Chú thuật Tokyo và là bạn học cũ của Satoru và Geto Suguru. Cô được xem như viên ngọc quý khi là một trong số ít người có khả năng chữa bệnh cho người khác bằng phản chuyển thuật thức (反転術式, Hanten Jutsushiki). Shoko là một người khá nghiêm túc và ảm đạm, cô không mong gì hơn ngoài việc hoàn thành công việc của mình. Dù vậy, cô cũng có lúc dừng công việc hoặc chen vào giữa vào Satoru để vui đùa với những người khác. Cô dành phần lớn thời gian để khám nghiệm tử thi ở nhà xác của trường và không tham gia vào chiến đấu. Có thể xem cô là trường hợp đặc biệt của giới chú thuật sư.
Yaga Masamichi (夜蛾 正道)
Lồng tiếng bởi: Kuroda Takaya (tiếng Nhật), Keith Silverstein (tiếng Anh)
Hiệu trưởng Trường Cao đẳng Chú thuật Tokyo. Ông là người tạo ra Gấu trúc, và là giáo viên của Satoru, Suguru và Shoko. Ông sở hữu chú thuật thức cho phép ông tạo ra những con rối có khả năng chuyển động được gọi là chú hài. Yaga chỉ nhận Yuji vào trường chỉ khi nào Yuji ngộ ra rằng cậu đang chiến đấu vì điều gì. Yaga cũng là người ủng hộ Satoru trong việc phản đối lại những cấp trên muốn giết Yuji. Ông đã bị Gakuganji tử hình vì không tiết lộ bí mật về những chú hài do mình tạo ra.

## Trường Cao đẳng Chú thuật Kyoto

### Học viên
Todo Aoi (東堂 葵)
Lồng tiếng bởi: Kimura Subaru (tiếng Nhật), Xander Mobus (tiếng Anh)
Chú thuật sư năm ba Trường Cao đẳng Chú thuật Kyoto. Anh cực kỳ mạnh trong đấu tay đôi, có thể đánh bại 5 nguyền hồn cấp 1 cùng với 1 đặc cấp trong một cuộc tấn công ở Kyoto. Anh có thể phủ một lớp chú lực lên cơ thể để phòng vệ. Todo cũng không thích bất kỳ thứ gì nhàm chán bởi những gì đã xảy ra trong quá khứ của mình. Nó cũng chính là nguyên nhân cho sức mạnh đáng kinh ngạc của anh.
Zen'in Mai (禪院 真依)
Lồng tiếng bởi: Inoue Marina (tiếng Nhật), Laura Post (tiếng Anh)
Chú thuật sư năm hai Trường Cao đẳng Chú thuật Kyoto. Cô hận người chị song sinh Maki của mình vì Maki đã bỏ rơi cô và rời khỏi gia tộc để luyện tập trở thành chú thuật sư. Vì là em gái song sinh nên cô sở hữu nguồn chú lực mạnh mẽ hơn nhiều so với Maki, nhưng lại thiếu hụt sức mạnh thể chất và khả năng vận động. Cô là nữ xạ thủ lão luyện, có thể sử dụng khẩu súng lục được truyền chú lực để bắn hạ nguyền hồn hoặc chú thuật sư khác. Sau này, khi Maki rơi vào tình huống thập tử nhất sinh, cô chấp nhận hi sinh để cứu chị gái mình, đồng thời giúp cho Maki thêm được nguồn sức mạnh thể chất lớn hơn.
Miwa Kasumi (三輪 霞)
Lồng tiếng bởi: Akasaki Chinatsu (tiếng Nhật), Allegra Clark (tiếng Anh)
Chú thuật sư năm hai Trường Cao đẳng Chú thuật Kyoto, đồng thời là thư ký của Gakuganji. Cô xuất thân từ một gia đình nghèo khó và muốn trở thành chú thuật sư để chu cấp tài chính cho anh chị em mình. Cô sử dụng thanh kiếm và kỹ thuật âm lưu giản dịch lãnh địa (陰流 簡易領域, Kageryu Kan'i Ryōiki) của mình một cách thuần thục. Kỹ thuật này cho phép cô tấn công theo bản năng bất cứ thứ gì trong phạm vi bán kính 2.21m của cô.
Muta Kokichi (与 幸吉)
Lồng tiếng bởi: Matsuoka Yoshitsugu (tiếng Nhật), Keith Silverstein (tiếng Anh)
Chú thuật sư năm hai Trường Cao đẳng Chú thuật Kyoto. Muta sinh ra với thiên dữ chú phược nên mặc dù có cơ thể mỏng manh, yếu ớt nhưng bù lại sở hữu được nguồn chú lực vô cùng lớn. Chú thuật thức của cậu là khôi lỗi thao thuật (天与呪縛, Ten'yo Jubaku), cho phép cậu điều khiển các chú hài giống như robot phủ rộng khắp cả nước. Cuộc sống hàng ngày của Muta và nhiệm vụ chú thuật sư đều do chú hài đảm nhiệm, cậu sử dụng chúng để chiến đấu và liên lạc. Muta đặt tên cho mỗi chú hài là Ultimate Mechamaru (究極 メカ丸).
Nishimiya Momo (西宮 桃)
Lồng tiếng bởi: Kugimiya Rie (tiếng Nhật), Tara Sands (tiếng Anh)
Chú thuật sư năm ba Trường Cao đẳng Chú thuật Kyoto. Cô là chú thuật sư tiền cấp 2, chú thuật thức là phó tang thao thuật (付喪操術, Tsukumo Sōjutsu) cho phép cô điều khiển cây chổi giống như phù thủy cổ điển. Cô thiên về vai trò hỗ trợ nhiều hơn là tấn công vì cô thường sử dụng năng lực của mình để trinh sát và thu thập thông tin.
Kamo Noritoshi (加茂 憲紀)
Lồng tiếng bởi: Hino Satoshi (tiếng Nhật), Landon McDonald (tiếng Anh)
Chú thuật sư năm ba Trường Cao đẳng Chú thuật Kyoto. Anh là người thừa kế của gia tộc Kamo, sở hữu năng lực xích huyết thao thuật (赤血操術, Sekketsu Sōjutsu). Vũ khí chính của anh là một cái cung, với mũi tên nhúng máu chính mình để có thể điều khiển hướng bay của chúng. Anh là chú thuật sư tiền cấp 1.

### Giảng viên và nhân viên nhà trường
Gakuganji Yoshinobu (楽巌寺 嘉伸)
Lồng tiếng bởi: Mugihito (tiếng Nhật), Kyle Hebert (tiếng Anh)
Hiệu trưởng Trường Cao đẳng Chú thuật Kyoto và là một trong những cấp trên muốn thi hành án tử hình với Yuji. Ông sử dụng đàn guitar để giải phóng chú lực bằng cách khuếch đại giai điệu mà ông gảy.
Utahime Iori (庵 歌姫 Iori Utahime)
Lồng tiếng bởi: Hikasa Yoko (tiếng Nhật), Tara Sands (tiếng Anh)
Chú thuật sư cấp 1 và là một trong những giáo viên của Trường Cao đẳng Chú thuật Kyoto. Bình thường thì cô rất lịch sự và dè dặt, nhưng mỗi lần nhìn thấy Gojo là cô lại nổi giận, vì cô thường hay bị anh trêu chọc.

## Chú thuật sư khác
Mei Mei (冥冥)
Lồng tiếng bởi: Mitsuishi Kotono (tiếng Nhật), Amber Lee Connors (tiếng Anh)
Cựu học sinh của Trường Cao đẳng Chú thuật. Cô sở hữu một dạng chú thuật thức cho phép cô chia sẻ tầm nhìn với quạ.
Zen'in Naobito (禪院 直毘人)
Lồng tiếng bởi: Jouji Nakata (tiếng Nhật), Kyle Hebert (tiếng Việt)
Cựu tộc trưởng của gia tộc Zen'in và là chú thuật sư đặc cấp 1. Ông đã hi sinh trong chiến dịch giải cứu Satoru ở ga tàu điện ngầm.
Tsukumo Yuki (九十九 由基)
Lồng tiếng bởi: Hidaka Noriko
Chú thuật sư đặc cấp đi khắp nơi trên thế giới để tìm ra cách chấm dứt sự tồn tại của nguyền hồn một lần và mãi mãi. Cô là cố vấn của Todo Aoi.

## Nguyền sư
Geto Suguru (夏油 傑)
Lồng tiếng bởi: Sakurai Takahiro (tiếng Nhật), Lex Lang (tiếng Anh)
Chú thuật sư đặc cấp và là bạn học cũ của Satoru và Shoko, đồng thời là học trò của Yaga. Chú thuật thức cho phép anh có thể hấp thụ và kiểm soát nguyền hồn tự nhiên và sử dụng chúng trong chiến đấu. Trong thời gian ở Trường Cao đẳng Chú thuật Tokyo, anh nuôi lòng căm thù mãnh liệt đối với những người bình thường đến mức muốn tiêu diệt tất cả để tạo ra thế giới chỉ có chú thuật sư. Anh tin rằng hành động này sẽ ngăn chặn sự sản sinh của nguyền hồn và chấm dứt vòng luẩn quẩn mà chú thuật sư đang kẹt trong đó. Trong tập cuối của Jujutsu Kaisen 0, anh được xác nhận là đã bị Gojo giết, sau đó bị chú thuật sư Kenjaku xâm chiếm cơ thể. Kenjaku tiếp tục sống dưới danh tính của Geto.
Kenjaku
Kenjaku là chú thuật sư từ thời cổ đại, xâm chiếm nhiều cơ thể của chú thuật sư khác qua nhiều thời đại khác nhau, trong đó có Kamo Noritoshi (cụ tổ). Kenjaku sử dụng cơ thể của Noritoshi để tạo ra chú thai cửu tướng đồ (呪胎九相図, Jutai Kusōzu) và hiện đang   chiếm giữ cơ thể của Geto.

## Nguyền hồn
Ryomen Sukuna (両面宿儺 "Lưỡng diện Túc na")
Lồng tiếng bởi: Suwabe Junichi (tiếng Nhật), Ray Chase (tiếng Anh)
Nguyền hồn cấp cao, được xem là "Vua của nguyền hồn" không thế chối cãi do sức mạnh thô bạo và sự tàn ác. Theo truyền thuyết, ông là một ác quỷ bốn tay, giống con người nhưng trong thực tế, ông là hồn ma báo thù của một chú thuật sư thời mà chú thuật còn sơ khai. Tuy nhiên, chú thuật sư cùng thời với ông không thể nào diệt trừ được, nên đã lưu giữ 20 ngón tay ông dưới dạng bùa ngải với hi vọng một ngày nào đó chúng bị tiêu hủy. Hiện tại, Sukuna là "vị khách" trú ngụ trong cơ thể của Itadori Yuji, cậu chấp nhận việc mình bị giết để ngăn chặn những vụ thảm sát do Sukuna gián tiếp hoặc trực tiếp gây ra. Bất cứ khi nào Sukuna chiếm hữu cơ thể Itadori, những hình xăm đặc trưng sẽ hình thành trên cơ thể Itadori và hai mắt phụ mở ra trên má cậu. Gojo Satoru tuyên bố là anh có thể đánh bại Sukuna, và Sukuna cũng có ham muốn tiêu diệt Satoru. Sukuna mạnh đến mức mà tất cả nguyền hồn khác đều muốn khôi phục sức mạnh của ông.
Mahito (真人)
Lồng tiếng bởi: Shimazaki Nobunaga (tiếng Nhật), Lucien Dodge (tiếng Anh)
Nguyền hồn hình người cấp cao sinh ra từ lòng căm thù của con người, mục tiêu của nó là tiêu diệt loài người. Nó thích đùa ác, thiếu chín chắn và thích đùa giỡn với cảm xúc con người, ngay cả khi tính mạng đang gặp nguy hiểm. Nó tin rằng cuộc sống không có giá trị hay nghĩa lý gì, và do đó mọi người nên làm những gì họ muốn. Tâm lý này dường như bắt nguồn từ khả năng nhận thức và điều khiển linh hồn, khiến cho nó thấy linh hồn (và rộng hơn là con tim) không hơn gì là một vật thể. Chú lực của nó cho phép nó thao túng linh hồn của bản thân cũng như người khác bằng cách thay đổi hình dạng cơ thể. Do đó, nó có thể biến đổi cơ thể của nạn nhân bằng cách biến họ thành quái vật phục vụ cho nó.
Hanami (花御)
Lồng tiếng bởi: Tanaka Atsuko (tiếng Nhật), Marie Westbrook (tiếng Anh)
Nguyền hồn undead cấp cao sinh ra từ nỗi sợ hãi của con người với rừng rậm. Nó tin rằng nhân loại đã đi quá xa trong việc phá hoại môi trường Trái Đất và muốn cho hành tinh này tươi sáng trở lại mà không có sự tàn phá của loài người. Nó sở hữu chú lực cho phép nó tạo ra các loại cây mà nó có thể điều khiển, bao gồm cả việc hấp thu chú lực của chúng và lưu trữ chúng trong bông hoa bên vai trái của mình.
Jogo (漏瑚)
Lồng tiếng bởi: Chiba Shigeru (tiếng Nhật), Michael Sorich (tiếng Anh)
Một nguyền hồn cấp cao giống cyclops sinh ra từ nỗi sợ của con người với đất đai. Nó sử dụng chú lực để tạo ra những ngọn núi lửa mini, có thể gây ra hoặc kiểm soát những vụ phun trào cực mạnh, phá hủy mọi thứ trên đường đi của chúng. Jogo có niềm tự hào to lớn khi là nguyền hồn và có lòng căm thù mãnh liệt với loài người. Nó tin rằng nguyền hồn là hình dạng thật sự của nhân loại vì nguyền hồn đại diện cho lẽ thật thuần khiết của cuộc đời, chẳng hạn như lòng thù hận. Bên cạnh đó, nó còn cho rằng con người thường có niềm vui giả tạo nên họ là những sinh vật giả dối cần phải diệt trừ. Niềm kiêu hãnh đó khiến nó chai sạn và giết người một cách thản nhiên, nhưng chính điều đó cũng gây ra sự tự tin thái quá. Bất chấp những lời cảnh báo rằng cả nhóm không thể tiêu diệt nổi Satoru, Jogo vẫn cố gắng đánh bại Satoru trong một cuộc chiến duy nhất và bị áp đảo hoàn toàn.
Dagon (陀艮)
Nó là chú thai trước khi phát triển hoàn chỉnh thành nguyền hồn. Do Dagon chỉ trở thành nguyền hồn trong một thời gian ngắn nên không có nhiều thông tin về tính cách của nó. Nó có nguồn chú lực vô cùng khủng nên có thể chịu nhiều sát thương mà vẫn xuất hiện như thể đang ở trong tình trạng tốt nhất. Nó cũng có thể lơ lửng trên không trung. Trong trận chiến, nó có thể triệu hồi một bầy nguyền hồn để áp chế đối phương.

### Chú thai cửu tướng đồ
Choso (脹相)
Lồng tiếng bởi: Namikawa Daisuke (tiếng Nhật), Ray Chase (tiếng Anh)
Một chú thai đặc cấp, ban đầu anh theo phe của Geto tham gia vào vụ phong ấn Satoru ở ga tàu điện ngầm vì anh muốn trả thù cho 2 người em trai Eso và Kenchizu bị Yuji và Nobara giết chết. Tuy nhiên, sau khi nhìn thấy một viễn cảnh chứng tỏ Yuji là em trai mình, anh đã trở thành đồng minh của Yuji và quyết bảo vệ cậu khỏi bất cứ ai có ý định hãm hại.
Eso (壊相)
Lồng tiếng bởi: Hiyama Nobuyuki (tiếng Nhật), Landon McDonald (tiếng Anh)
Kechizu (血塗)
Lồng tiếng bởi: Yamaguchi Kappei

## Nhân vật khác
Yoshino Junpei (吉野 順平)
Lồng tiếng bởi: Yamaya Yoshitaka
Nạn nhân của bắt nạt học đường tàn nhẫn khiến cậu có vết bỏng trên trán. Cậu gặp nguyền hồn lần đầu khi cậu và những kẻ bắt nạt mình đang ở rạp chiếu phim địa phương. Khi Mahito xuất hiện từ trong bóng tối và giết những kẻ bắt nạt Junpei, Junpei đã đi theo Mahito ở sau lưng rạp chiếu phim. Ban đầu, Junpei ấn tượng với niềm tin của Mahito về việc thanh tẩy những con người tàn ác, nhưng sau đó cậu lại bị thao túng thành tin rằng mọi người đều muốn hãm hại cậu và bọn họ nên chết đi. Cậu gặp Yuji và 2 người nhanh chóng trở thành bạn bè, nhưng khi bị Mahito thao túng, cậu đã giao chiến với Yuji vì niềm tin của mình. Mahito biến Junpei thành nguyền hồn ngay khi cậu nhận ra mình đang bị nó thao túng. Cậu đã chết ngay lập tức do cách thức hành quyết của Mahito quá thô bạo.
Fushiguro Toji (伏黒甚爾)
Cựu thành viên của gia tộc Zen'in, ông được đặt biệt danh là "Kẻ sát chú thuật sư" và là cha của Megumi. Tương tự như Maki, ông được sinh ra với thiên dữ chú phược khiến ông không thể sử dụng chú thuật thức. Tuy nhiên, Maki ít ra còn có một ít chú lực, còn ông thì tuyệt đối không có. Kết quả là ông sở hữu sức mạnh thể chất vượt trội, mọi giác quan của ông đạt đến điểm mà ông có thể tương tác với nguyền hồn. Vì không có chú lực nên ông có thể lén lút ám sát chú thuật sư mà khó bị họ phát hiện. Ông đã có thể đánh bại cả Gojo và Geto trong lần chạm trán đầu tiên với họ, đẩy Gojo đến bờ vực sinh tử. Khi còn sống, ông tàn nhẫn và ít quan tâm đến gia đình mình, thậm chí còn có ý định bán Megumi cho tộc Zen'in một phần vì tiền, một phần vì nghĩ nơi đó phù hợp với Megumi. Ông bị Gojo giết chết trong lần chạm trán thứ hai, trước lúc chết ông chợt nghĩ tới gia đình mình và kể cho Gojo nghe về Megumi.